# Stazione di Palermo Francia
La stazione di Palermo Francia è una fermata ferroviaria posta sulla linea Palermo-Trapani, nell'area urbana di Palermo.

## Storia
La fermata venne attivata il 15 agosto 1994, al fine di estendere, con l'istituzione di nuove fermate periferiche, l'accesso al servizio ferroviario metropolitano.
La stazione, ricostruita dopo i lavori del passante ferroviario di Palermo, venne riaperta al pubblico il 7 ottobre 2018 (solo la banchina a servizio del binario 1), contemporaneamente alla tratta da Palermo Notarbartolo a Carini, della ferrovia Palermo-Trapani. La banchina del binario 2 fu attivata cinque anni più tardi, il 9 luglio 2023, in occasione dell'attivazione della galleria di raddoppio.

## Strutture e impianti
La fermata, posta alla progressiva chilometrica 4+800 fra le stazioni di Palermo Notarbartolo e Palermo San Lorenzo, conta due binari con marciapiedi lunghi 125 m e alti 55 cm dal piano del ferro.
La struttura è posta in corrispondenza del piazzale Gaspare Ambrosini, accessibile da viale Francia proveniendo sia da Viale Strasburgo sia da Via Pietro Nenni.